# Allwinner A1X

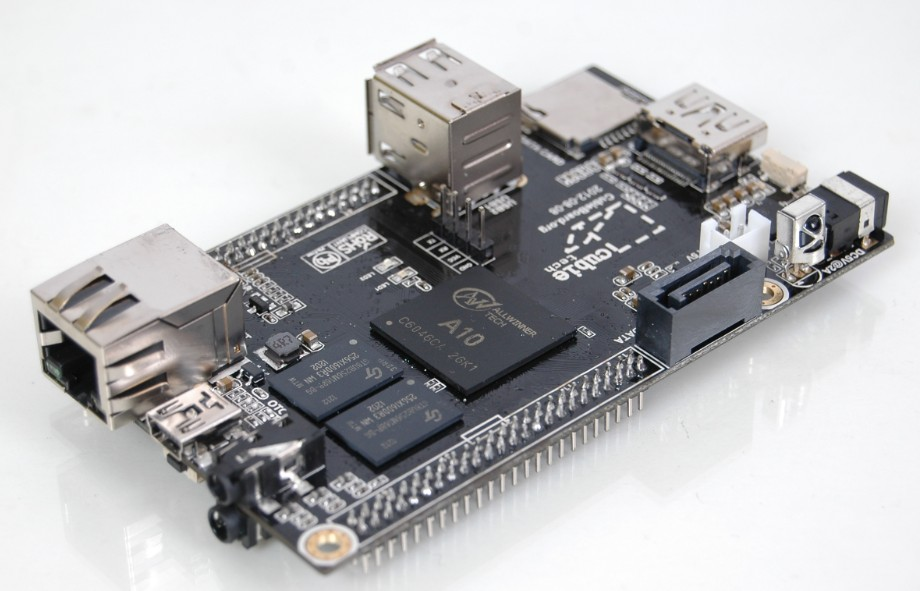
Uno de los muchos ordenadores de placa única basados en el SoC Allwinner A10

El Allwinner A1X es una familia de dispositivos SoC de un solo núcleo diseñados por Allwinner Technology de Zhuhai, China. Actualmente la familia está formada por el A10, A13, A10s y A12. Los SoCs incorporan el ARM Cortex-A8 como procesador principal y el Mali 400 como GPU.
El Allwinner A1X es conocido por su capacidad para arrancar distribuciones del Linux como Debian, Ubuntu, Fedora, y otras distribuciones compatibles con la arquitectura ARM desde una tarjeta SD, además del Android OS habitualmente instalado en la memoria flash del dispositivo.

## A1x Características
Aceleración de vídeo

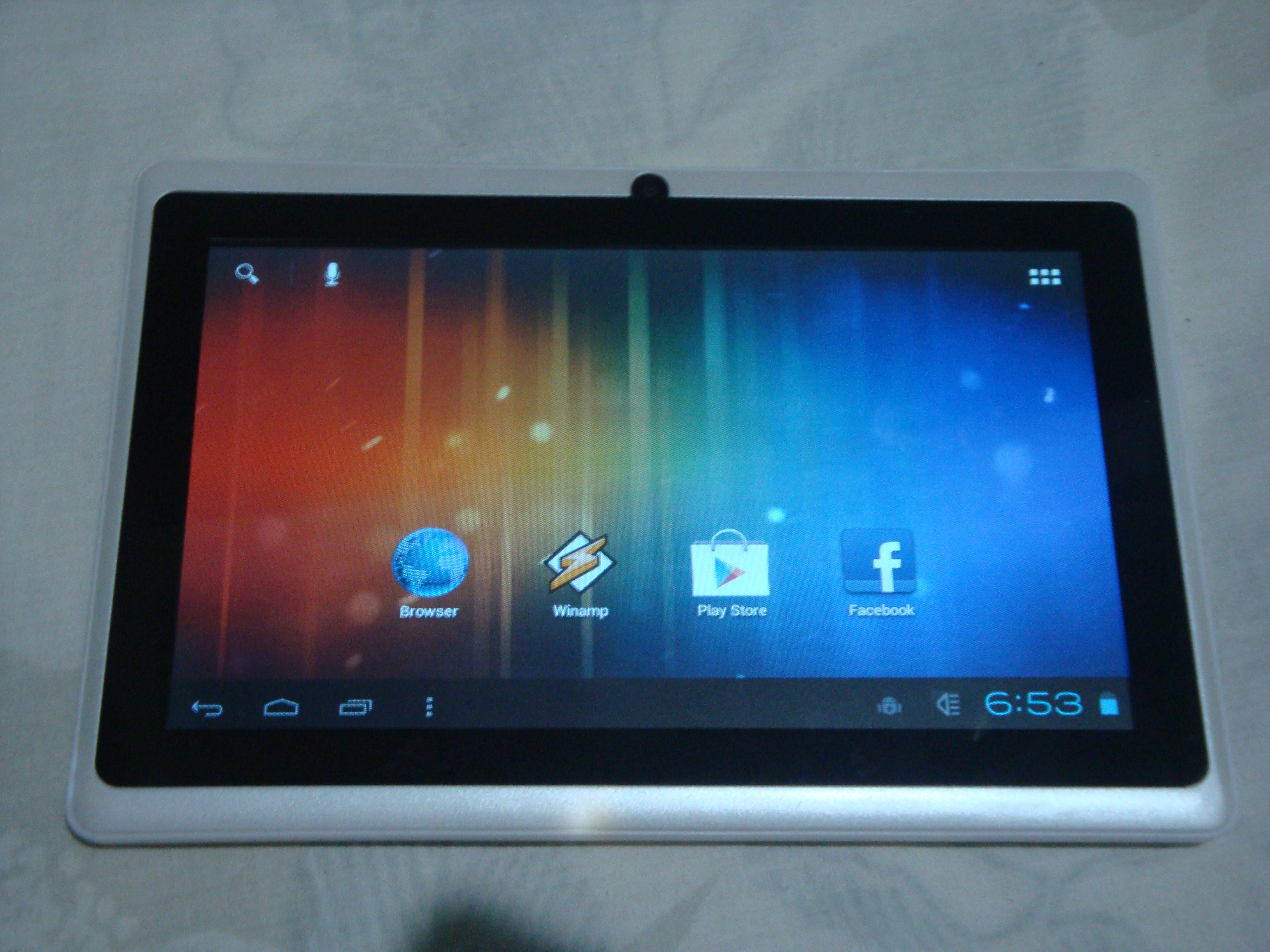
Una tableta genérica basada en el núcleo Allwinner A13

- Decodificación de vídeo HD (hasta 3840x2160)
- Soporta códecs de vídeo populares, incluyendo VP8, AVS, H.264 MVC, VC-1 y MPEG-1/2/4[5]
- Codificación de vídeo HD (H.264 High Profile)

Controlador de pantalla
- Pantalla HD multicanal
- Incorporación de HDMI
- YPbPr, CVBS, VGA
- Interfaces LCD: CPU, RGB, LVDS hasta la HDTV completa de 1080p

Memoria'
- DDR2/DDR3 SDRAM, 32 bits
- SLC/MLC/TLC/DDR NAND

Conectividad'
- USB 2.0
- CSI, TS
- Tarjeta SD 3.0
- Controlador Ethernet 10/100
- Bus CAN (A10 only)[6]
- Incorporación de SATA 2.0 Interface
- I²S, SPDIF y AC97 interfaces de audio
- PS2, SPI, TWI y UART

Dispositivos de almacenamiento y arranque
- NANDflash
- SPI NOR flash
- Tarjeta SD
- USB
- SATA

## Implementaciones
Muchos fabricantes han adoptado el Allwinner A1X para utilizarlo en dispositivos que ejecutan el Sistema operativo Android y el Sistema operativo Linux. El Allwinner A1X se utiliza en tablets, set-top boxes, PC-on-a-stick, mini-PCs, y single-board computers.
- PengPod,[7] tabletas de 7 y 10 pulgadas basadas en Linux.
- Gooseberry, una placa basada en el SoC A10 similar a la Raspberry Pi.
- Cubieboard, una placa basada en el SoC A10.
- Tinkerforge RED Brick, una placa basada en el SoC A10s[8]
- CHIP (ordenador), un ordenador SoC de 9 dólares basado en el A13[9]

## Soporte de sistemas operativos

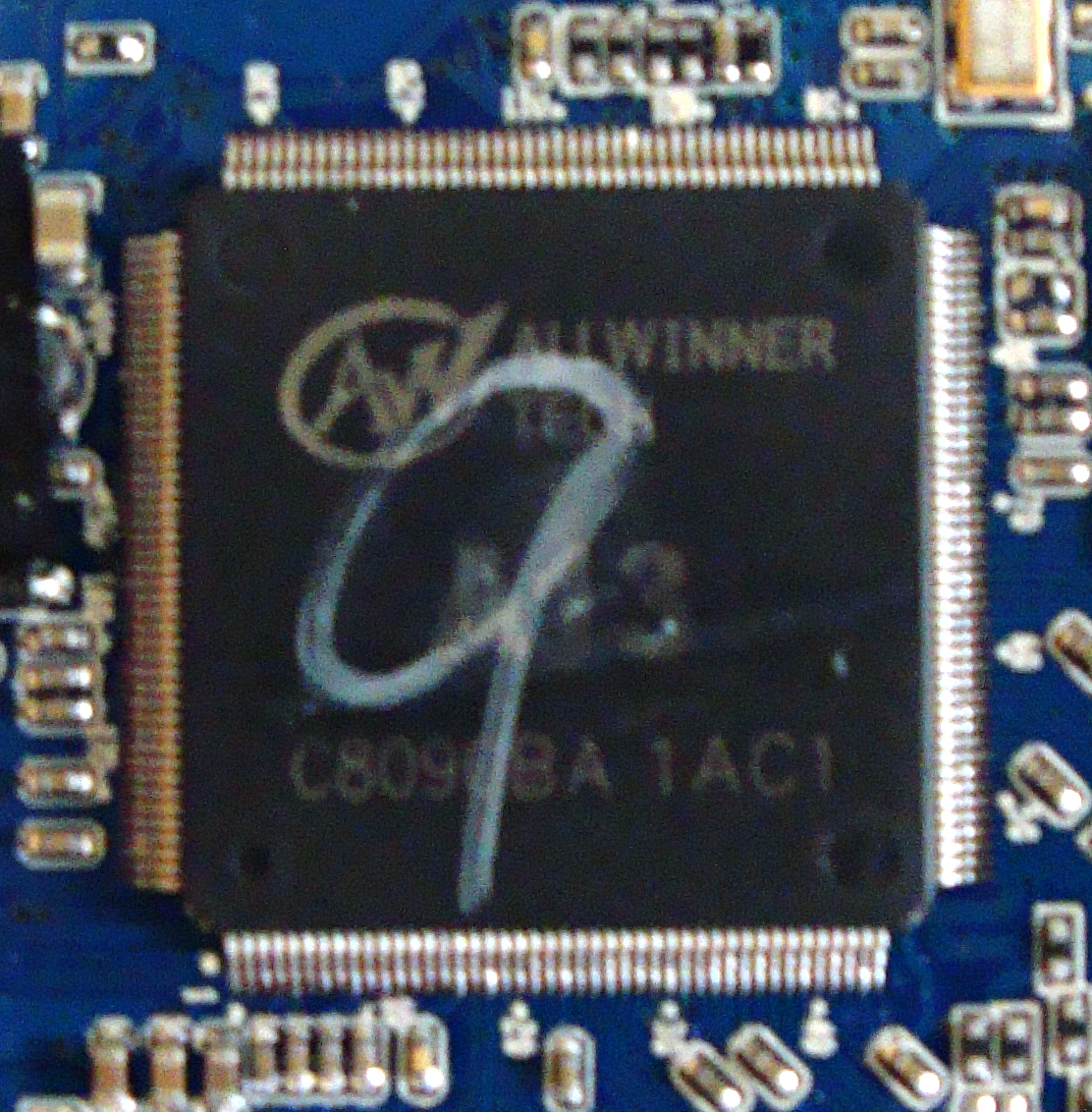
Chip Allwinner A13: un ejemplo de los procesadores utilizados en tabletas de bajo costo.

### Soporte de Linux
La arquitectura Allwinner A1X se denomina 'sunxi' en el árbol de fuentes del kernel de Linux.  El código fuente está disponible en GitHub. Por el momento, el soporte estable y completo de hardware se limita a los kernels 3.0.x y 3.4.x. Las versiones recientes del kernel funcionan, pero no ofrecen acceso NAND y sólo tienen una aceleración 3D limitada.

### Soporte para FreeBSD
Se está trabajando en el soporte de Efika en FreeBSD. De momento, no funcionan todos los periféricos de la placa.[¿cuándo?]

### Soporte de OpenBSD
Desde mayo de 2015, el port OpenBSD de armv7 soporta las placas Cubieboard y pcDuino basadas en el Allwinner A1X.

### Soporte de NetBSD
NetBSD contiene soporte para el Allwinner A10.

## Documentación
No hay ningún manual de programación de fábrica disponible públicamente para la CPU A10S en este momento.

## Serie A de Allwinner
Además del A1x de un solo núcleo (A10/A13/A10s/A12), Allwinner ha lanzado dos nuevos SoCs Allwinner Cortex-A7 más potentes, el Allwinner A20 de doble núcleo compatible con A10, y el Allwinner A31 de cuatro núcleos.